# Собор Святого Тита
Собор Святого Тита (греч. Ναόϛ Άγιος Τίτος) — кафедральный собор Ираклионской архиепископии Критской православной церкви в городе Ираклионе на острове Крит в Греции.
Собор освящён в честь святого покровителя Крита — апостола Тита, который в I веке проповедовал на острове христианство.

## История
После господства в период с 824 по 960 годы на острове сарацинов, Крит был освобождён византийцами, которые оставили Ираклион столицей. Будущий император Никифор Фока распорядился о постройке в городе первой церкви, которая была посвящена в честь святого Тита взамен древней, что была разрушена в Гортине. Возведённый собор стал кафедральным храмом православного архиепископа Крита.
В период венецианского господства собор святого Тита был обращён в кафедральный храм католического архиепископа.
После осады и взятия городка турками, здание храма было переоборудовано в мечеть. В 1923 году, когда турецкое меньшинство покинуло Крит, собор вновь был освящён как православный храм, а минарет переделан в колокольню.
В 1966 году из Венеции на Крит была возвращена рака с мощами св. апостола Тита, вывезенная в Италию генералом Морозини незадолго до завоевания городка турками. В настоящее время мощи апостола Тита хранятся в соборе слева от входа.